# نيل ميلر
نيل ميلر (3 فبراير 1981 في المملكة المتحدة - ) (بالإنجليزية: Neil Millar)‏ هو لاعب كريكت بريطاني. لعب مع نادي الكريكت في جامعة أكسفورد ‏.

## وصلات خارجية
- نيل ميلر على موقع إي آس بي آن كريك إنفو (الإنجليزية)